# Georg Birukow
Georg Birukow (* 25. September 1910 in Sankt Petersburg; † 17. Januar 1985 in Stuttgart) war ein deutscher Zoologe und Hochschullehrer.

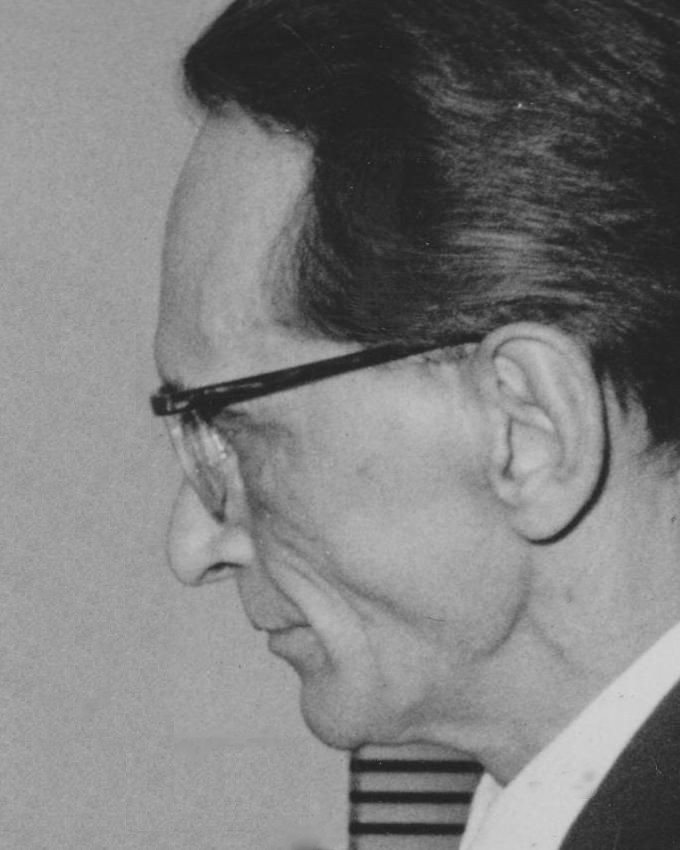
Georg Birukow, 1966 in Göttingen

## Leben
Birukow schloss 1937 sein Studium der Zoologie an der Universität Königsberg mit der Promotion ab. Nach seiner Entlassung aus der britischen Kriegsgefangenschaft setzte er seine wissenschaftliche Arbeit ab 1946 zunächst in Kiel, dann in Freiburg weiter fort. Seit 1949 an der Albert-Ludwigs-Universität Freiburg habilitiert, folgte er als Privatdozent 1955 dem Ruf der Georg-August-Universität Göttingen auf ein Extraordinariat. 1958 wurde er dort Lehrstuhlinhaber.
Birukow befasste sich vor allem mit Sinnesphysiologie. Seine Forschungsobjekte waren Amphibien und Insekten.
Er war Mitglied der Akademie der Wissenschaften zu Göttingen (1961), der Deutschen Akademie der Naturforscher Leopoldina (1962) und der New York Academy of Sciences (1963).

## Schriften
- Untersuchungen über den optischen Drehnystagmus und über die Sehschärfe des Grasfrosches (Rana temporaria). Dissertation, Berlin 1937; auch in: Zeitschrift für vergleichende Physiologie. Band 25, Heft 1, S. 92–142
- Vergleichende Untersuchungen über das Helligkeits- und Farbensehen bei Amphibien. Stürtz, Würzburg 1950, auch in: Zeitschrift für vergleichende Physiologie, Band 32, S. 348–382, zugleich: Freiburg, Naturwissenschaftlich-mathematische Fakultät, Habilitationsschrift v. 30. Juli 1949
- Tages- und jahreszeitliche Orientierungsrhythmik beim Wasserläufer Velia currens F. (Heteroptera). In: Naturwissenschaften, Band 44, Heft 12, 1957, S. 358 f., ISSN 0028-1042
- Über den Einfluss barometrischer Luftdruckschwankungen auf die Phototaxis des Kornkäfers Calandra granaria L. In: Nachrichten der Akademie der Wissenschaften in Göttingen, Jahrgang 1964, Nr. 18, S. 248–254, Göttingen 1964
- mit Hans-Jürgen Lang: Lunarperiodische Schwankungen der Farbempfindlichkeit beim Guppy (Lebistes reticulatus). In: Nachrichten der Akademie der Wissenschaften in Göttingen, Jahrgang 1964, Nr. 19, S. 256–262, Göttingen 1964
- mit Peter Ax: Aus der Geschichte der Zoologie in Göttingen. In: Verhandlungen der Deutschen Zoologischen Gesellschaft in Göttingen. Leipzig 1966, Band Supplement 30, S. 48–53
- mit Ludger Rensing (Hrsg.): Biologische Rhythmen. Kurzfassungen der Vorträge, gehalten aus Anlass des Ferienkolloquiums vom 20.–22. April 1967 in Göttingen. In: Nachrichten der Akademie der Wissenschaften zu Göttingen, Mathematisch-Physikalische Klasse, Jahrgang 1967, Nr. 10, S. 98–145, Göttingen 1967
- Alfred Kühn. 22. April 1885 – 22. November 1968. In: Jahrbuch der Akademie der Wissenschaften in Göttingen. 1968, S. 83–85